# El gran mogollón
El gran mogollón es una película dirigida por Ramón Fernández y protagonizada por Pedro Ruiz y Amparo Muñoz

## Sinopsis
En un país occidental y mediterráneo, muy aficionado a los toros y el fútbol, se celebran unas elecciones legislativas, o sea se, que se elige a «El Gran Mogollón» de los mandones. Cada líder siente que su puesto está asegurado, y algunos se preparan para tomar la presidencia de «El Gran Mogollón», cuando surge la sorpresa: Ha ganado por un amplio margen el P.E.R. (Partido Ecologista Revolucionario). Claman airadas sus señorías, lloran desconsoladas sus señoras, abandonan los servicios los futuros directores generales. UCD reza el rosario en familia y el PCE toma clases de ruso. El Papa se asusta, la Thatcher se inquieta, Mitterrand llora, Fraga cabalga de nuevo, Felipe cecea, Alfonso Guerra ataca, Carrillo fuma, Leopoldo se petrifica, Landelino se santigua y Suárez manda a Reagan a donde debería estar hace mucho tiempo.